# Dechtice
Dechtice és un poble i municipi d'Eslovàquia que es troba a la regió de Trnava, a l'oest del país.

## Història
La primera menció escrita de la vila es remunta al 1258.

## Demografia
| Godina             | 1994 | 2004   | 2014   | 2024   |
| ------------------ | ---- | ------ | ------ | ------ |
| Nombre de persones | 1760 | 1796   | 1868   | 1721   |
| Diferència         |      | +2,04% | +4,00% | −7,86% |

| Godina             | 2023 | 2024   |
| ------------------ | ---- | ------ |
| Nombre de persones | 1748 | 1721   |
| Diferència         |      | −1,54% |